# ブタアシバンディクート
ブタアシバンディクート（Chaeropus ecaudatus) は、哺乳綱バンディクート形目ブタアシバンディクート科ブタアシバンディクート属に分類される有袋類。すでに絶滅している。

## 分布
かつてはオーストラリア南半部に数多くいた。

## 形態
体長23～25センチメートル、尾長10～14センチメートル、後足長約7センチメートル。体は細く、頭部と背面は鈍い黄色の地に茶色の霜降り状。下顎・胸・腹面は白いが、体側における背・腹の境ははっきりしない。手の指は中央の2本だけが発達しブタの足に似ており、これが名前の由来となっている。雑食性。

## 分類
個体群の説明は2019年に改訂され、中央西部の個体群をChaeropus yirratjとして分離し、以前の2つの記述を以前の2つの記述を亜種 Chaeropus ecaudatus ecaudatus (オーストラリア南東部で発見)と Chaeropus ecaudatus occidentalis (オーストラリア西部と南西部で発見)として認識した。

## 人間との関係
生息地が農地や牧場として開発されたことで減少したほか、人為的に移入されたノネコやアカギツネによる捕食が原因で、絶滅したと考えられている。ビクトリア州では19世紀後半、南オーストラリア州でも1920年を最後に確認されなくなり、オーストラリア中央部では1960年頃まで生き残っていたが、ほどなく絶滅したとされる。1975年のワシントン条約発効時にはワシントン条約附属書Iに掲載されていたが、2013年に抹消された。